# Gager
Gager är en ortsteil i kommunen Mönchgut i Landkreis Vorpommern-Rügen i förbundslandet Mecklenburg-Vorpommern i Tyskland. Gager var en kommun fram till 1 januari 2018 när den uppgick i Mönchgut. Gager hade 388 invånare 2017.